# Pace (Einheit)
Der Pace war ein englisches Längenmaß und das Schrittmaß. Es wurden drei verschiedene Maße unterschieden.
- 1 Pace geometrical oder Step = 5 Fuß (engl.) = 675¾ Pariser Linien = 1,524376 Meter
- 1 Pace geographical = 6 1/12 Fuß (engl.)
- 1 Pace oder Fathom = 6 Fuß (engl.) = 1,8288 m

Nach anderer Quelle gab es nur eine Variante und das Maß hatte  2½ Fuß (engl.).